# Place Verte (Charleroi)
Pour l’article homonyme, voir Place Verte.
La place Verte est l'une des plus grandes et des plus importantes places du quartier de la Ville-Basse de Charleroi (Belgique).
Elle est entourée sur ses quatre côtés par des bâtiments et est traversé au nord par le boulevard Joseph Tirou.

## Odonymie
La place fut appelée successivement place Verte (1706), place du Sud (fin du XIXe siècle), enfin place Albert Ier. Ce nom fut donné par le Collège échevinal en 1934 pour honorer le troisième roi des Belges,.
En 2017, après la reconfiguration, et pour supprimer les doublons odonymiques dans la commune, la place retrouve son nom d'origine.

## Histoire
La Ville-Basse de Charleroi fut créée en 1675 pour défendre le pont en bois comportant une partie mobile jeté sur la Sambre pour permettre l'accès à la forteresse, la Ville-Haute, depuis le sud. À la Ville-Basse, ce pont débouchait sur un réduit entouré d'eau. Il fallait franchir un dernier pont en bois pour mettre le pied sur « la place d'arme de la Basse-Ville ». De cette place centrale partent deux quais et quatre rues rayonnantes. Les actuelles rues de Marcinelle, Charles Dupret, Puissant d'Agimont et la rue de Marchienne en gardent le tracé. 

Une cinquième rue était prévue à l'origine, comme le montre un plan manuscrit de la main de Vauban. Mais la construction du couvent des Capucins fit qu'elle ne fut pas réalisée. Cette rue, le pendant de l'actuelle rue Charles Dupret, devait se situer à peu près à l'endroit de l'actuelle rue du Collège, laquelle fut percée en 1837 à travers l'ancien emplacement du jardin de la communauté disparue à la Révolution française.

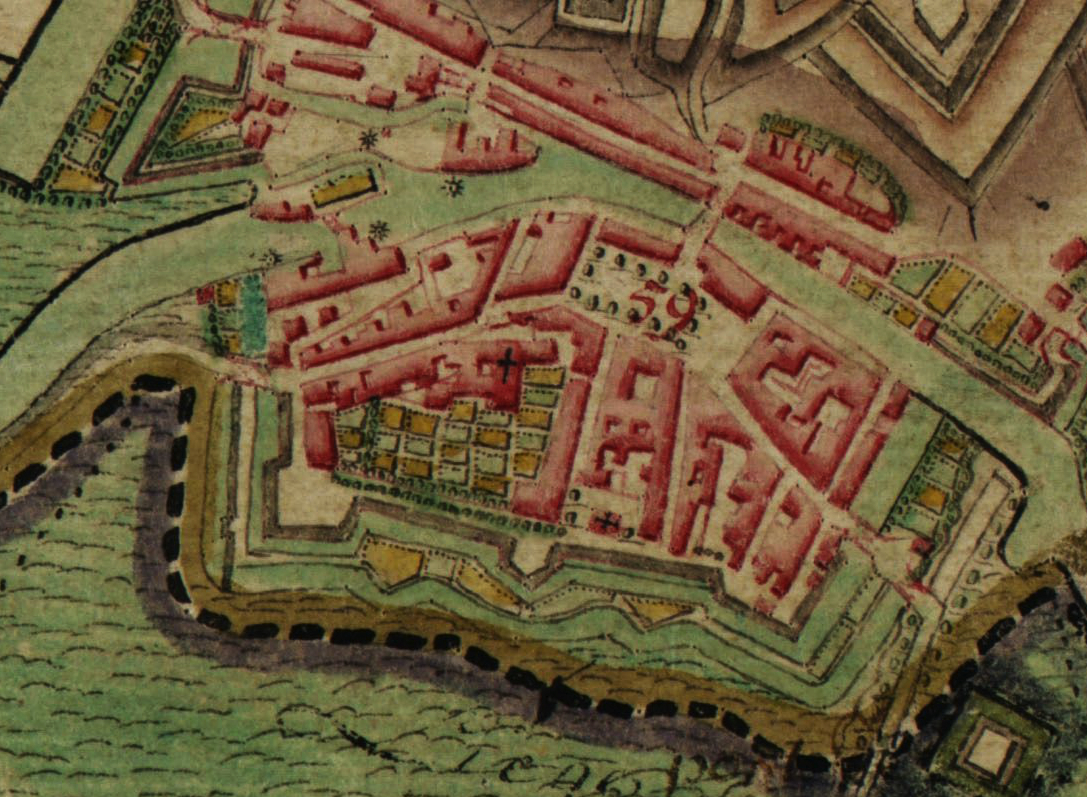
La ville-basse de Charleroi vers 1770 (carte de Ferraris).

Après la prise de la ville en 1746 par le prince de Conti lors la guerre de Succession d’Autriche et sa restitution à l'Autriche par Louis XV en 1748, les fortifications seront partiellement démantelées. Le réduit disparait et un pont dormant en pierre de taille remplace le pont en bois. La carte de Ferraris de la fin du XVIIIe siècle indique que la place est à cette époque entourée de bâtiment, y compris du côté Nord, le long de la Sambre.

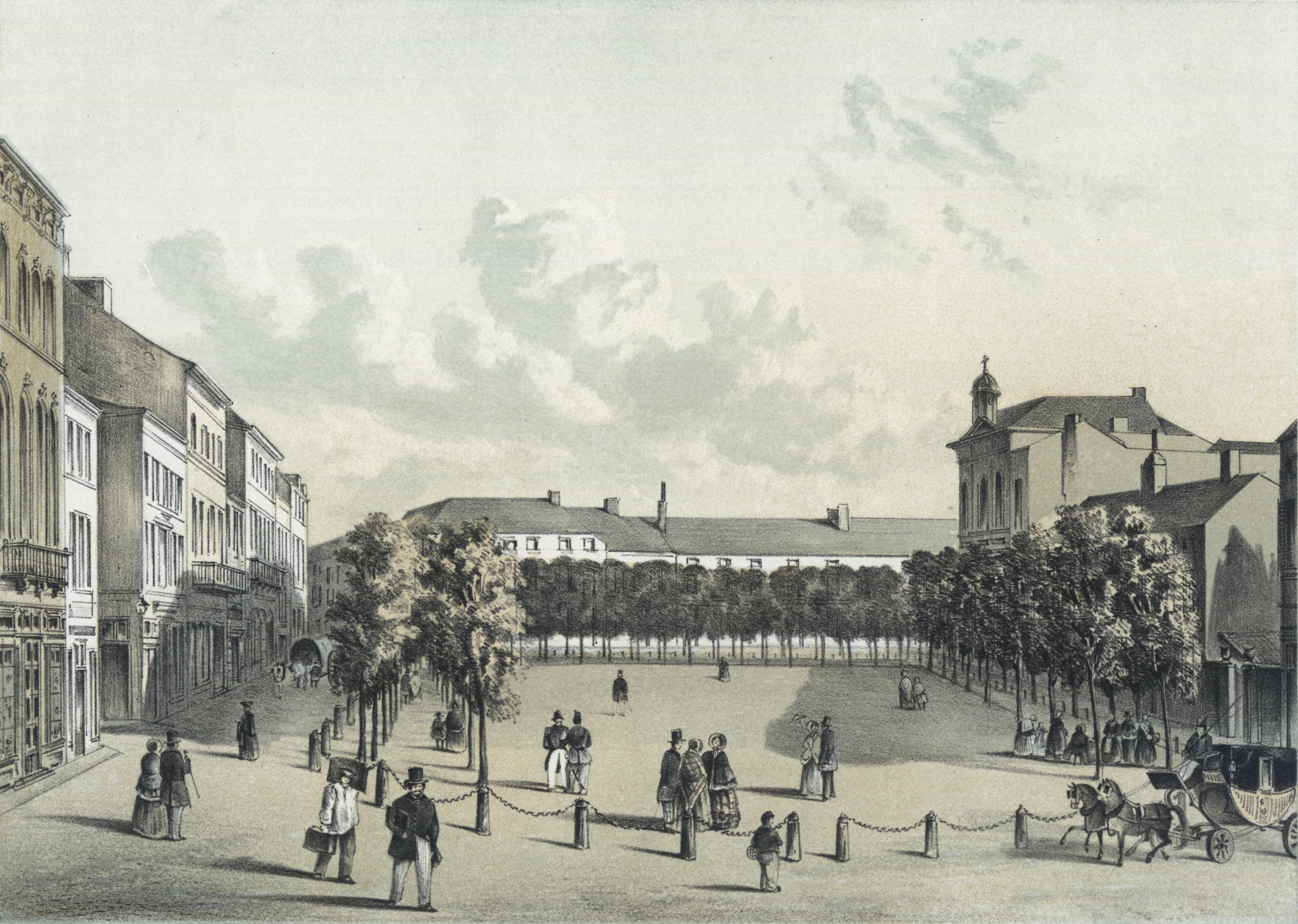
Place Verte entre 1851 et 1861. Lithographie par Hoolans (1814-1872).

La place ne fut longtemps qu'une prairie entourée d'une allée de tilleuls ceinturée à partir de 1819 de piliers en pierre bleue reliés par des chaines. Les arbres disparaissent petit à petit. Les derniers sont abattus en août 1861 et remplacés par dix-sept candélabres dans le cadre d'un plan d'embellissement décidé le 2 mars 1862. Les piliers sont supprimés en 1890, rachetés par la commune de Mont-sur-Marchienne pour orner la place communale.
Un kiosque à musique métallique mobile est inauguré en 1887. Il disparait après la Première Guerre mondiale.
Après la Seconde Guerre mondiale, le comblement de l'ancien bras de la Sambre, entamé au début des années 1930, est terminé et le boulevard Joseph Tirou qui le remplace est inauguré en 1948. Les immeubles qui séparaient la place de la rivière sont démolis et remplacés par les Nouvelles galeries en 1953. À l'exception de construction de nouveaux immeubles, dont le centre Albert, l'endroit conserve globalement son ordonnance générale pendant une quarantaine d'années.
Début des années 1990, un parking de 150 emplacements est construit en sous-sol doublant les emplacements disponibles. Ces travaux créent un rehaussement du niveau de la place par rapport aux immeubles environnants.

## Reconfiguration des années 2010
À la suite de la construction du centre commercial Rive Gauche, la place est totalement reconfigurée pour répondre aux besoins et exigences du nouveau contexte. La proposition du cabinet d'architectes MSA est de concevoir un espace piétonnier multifonctionnel de façade à façade, libre de tout obstacle et du passage des voitures. Par conséquent, afin de rendre cet espace unitaire et lisible, un revêtement de sol minéral avec un motif clair-obscur homogène est conçu. Une partie du trafic est placée dans le tunnel sous le boulevard Joseph Tirou, ne laissant que le passage City-Bus. Au sous-sol, un parking à plusieurs étages accessible par une cage d'escalier au sud et le centre commercial Rive Gauche à l'ouest a été créé.
La place est inaugurée le 9 mars 2017.

## Bâtiments et monuments
À quelques exceptions près, La plupart des immeubles qui entouraient et entourent la place sont des banques et commerces, des cafés ou restaurants et autres lieux de divertissement,.
En face de la librairie Molière se trouve une statue de Gaston Lagaffe avec sa Fiat 509, officiellement inaugurée le 17 septembre 2021. Réalisé en partenariat avec les éditions Dupuis, elle a impliqué le même artiste que le Spirou de la Gare Charleroi-Central.

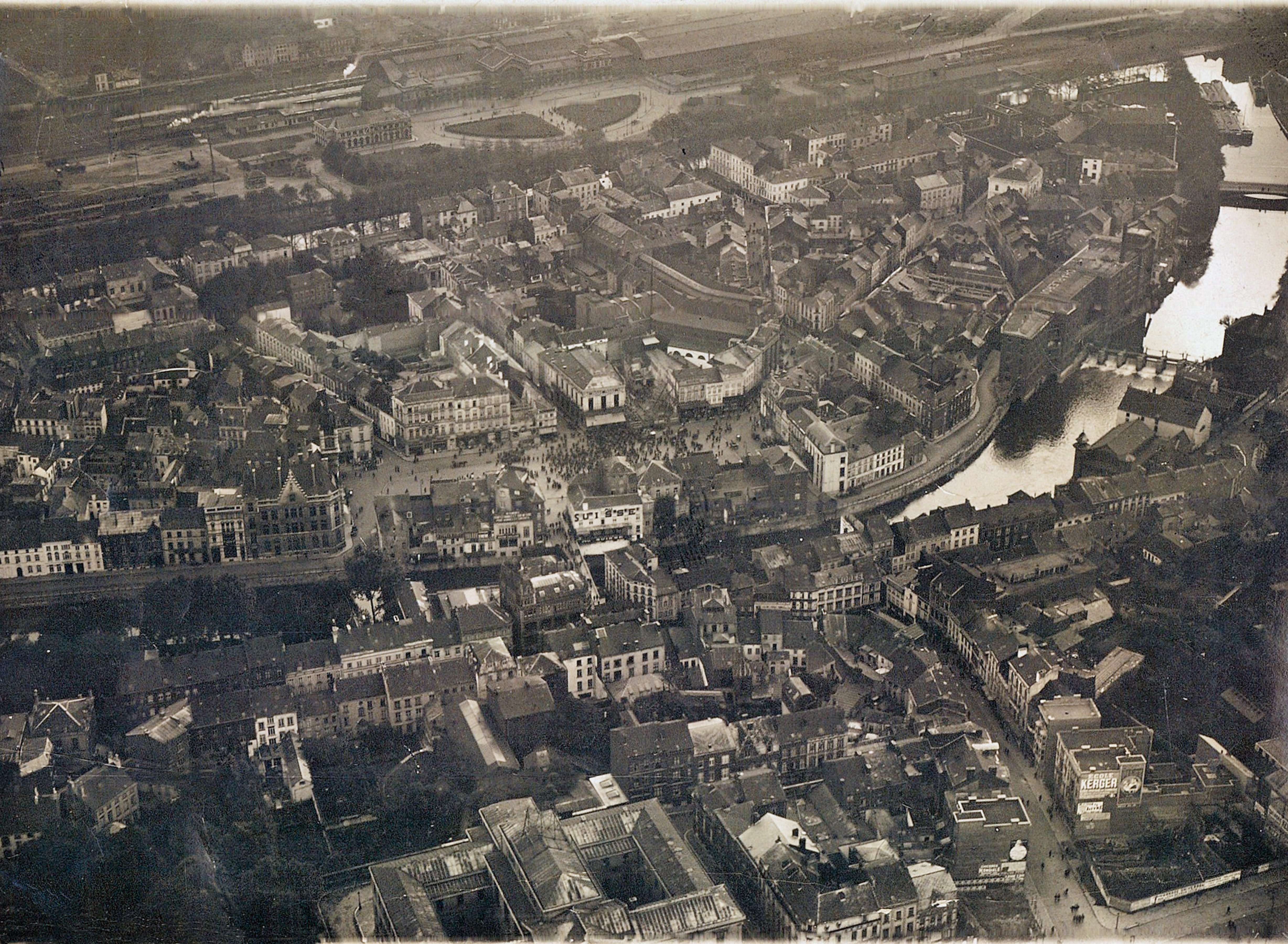
Vue aérienne de la Ville Basse et la place en 1919.
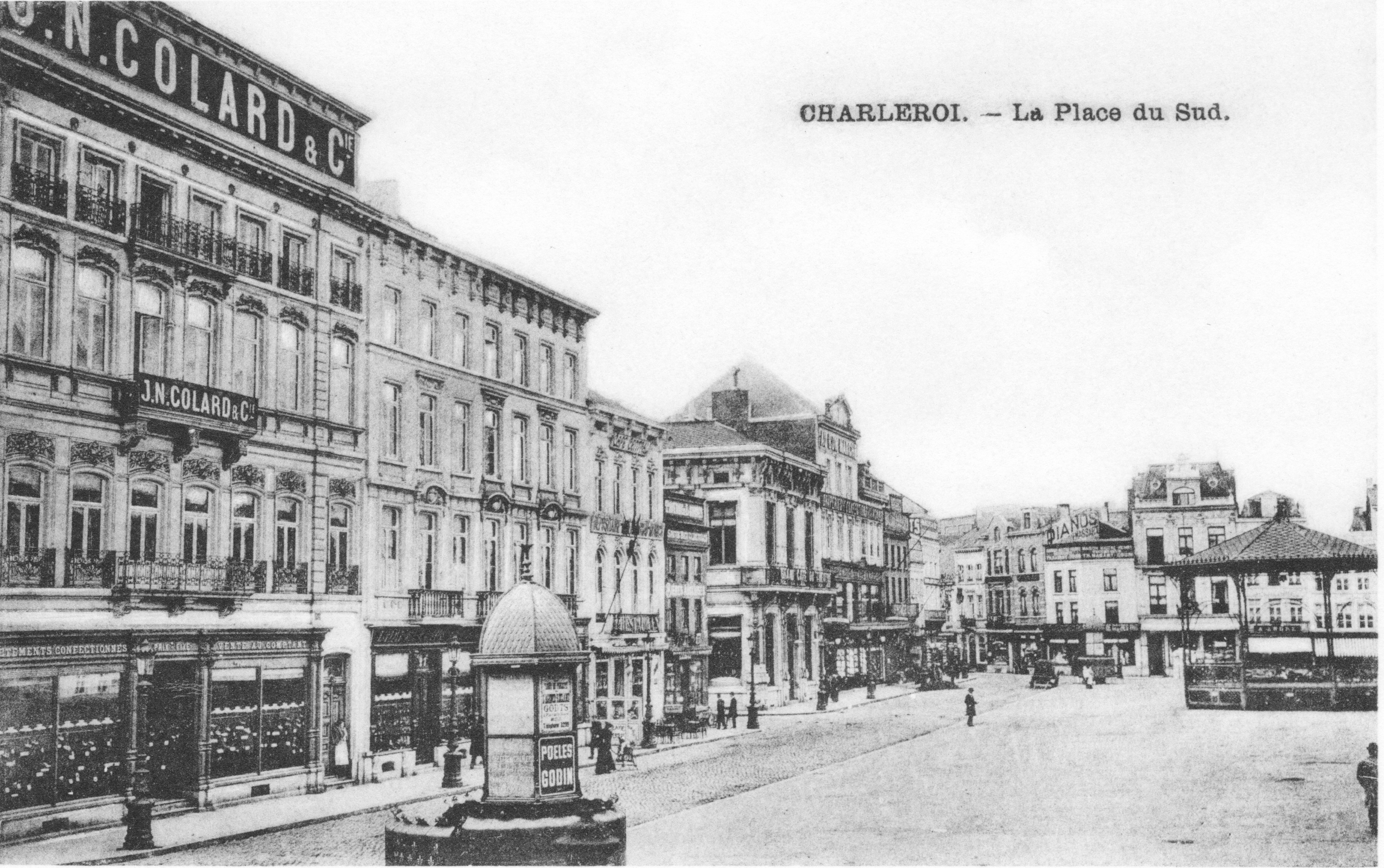
La place vers 1900, vue vers le sud-ouest.
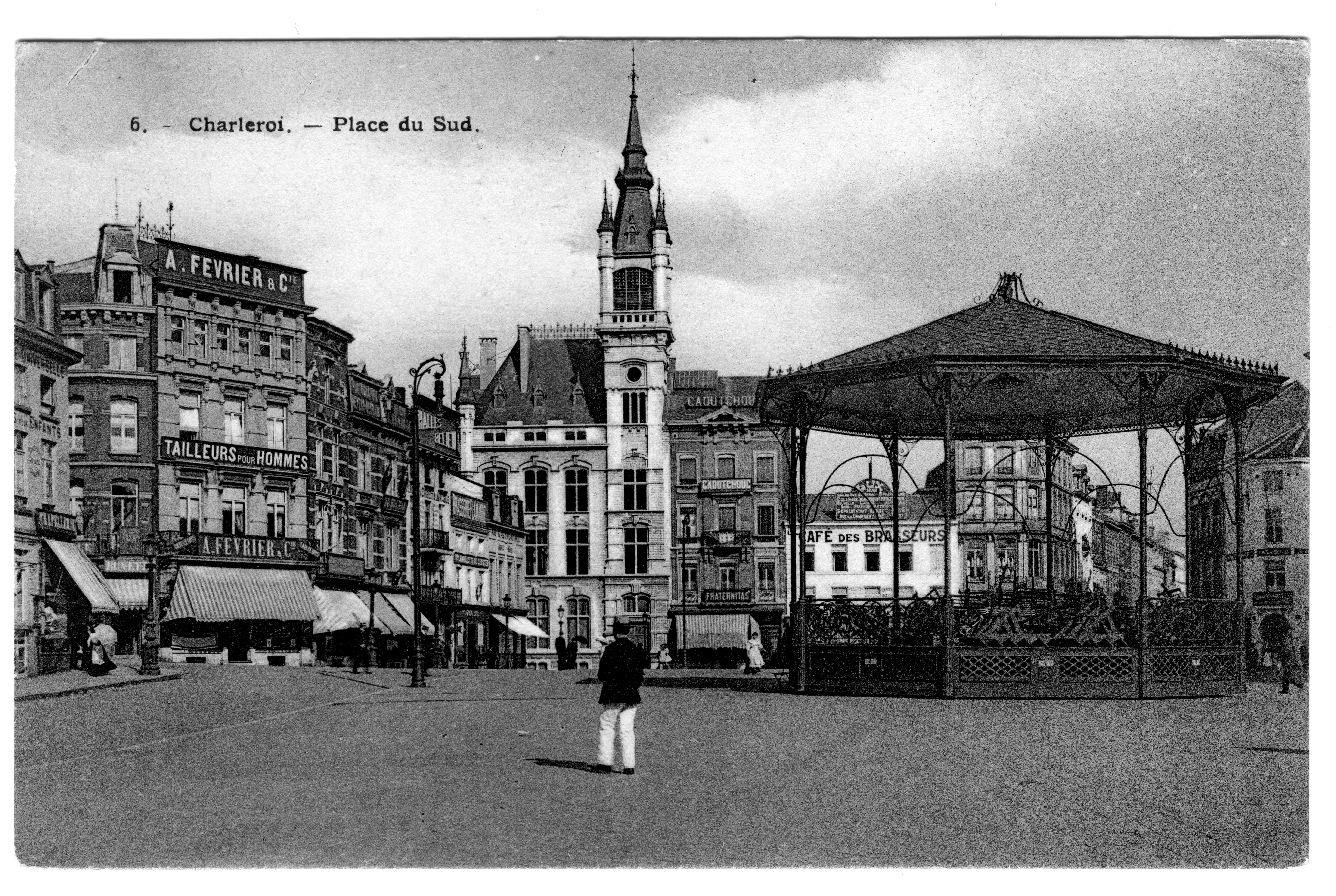
La place entre 1911 et 1918, vue vers le nord-est avec le kiosque.
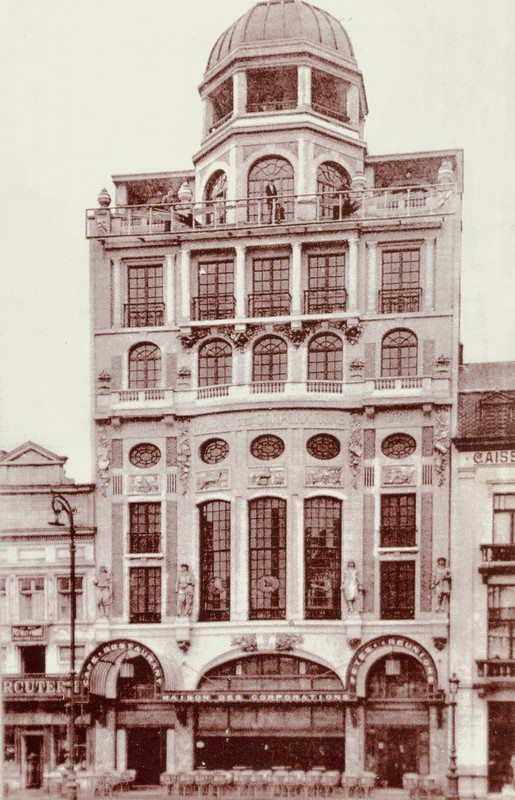
Maison des Corporations (disparue) construite en 1925 par Joseph André.

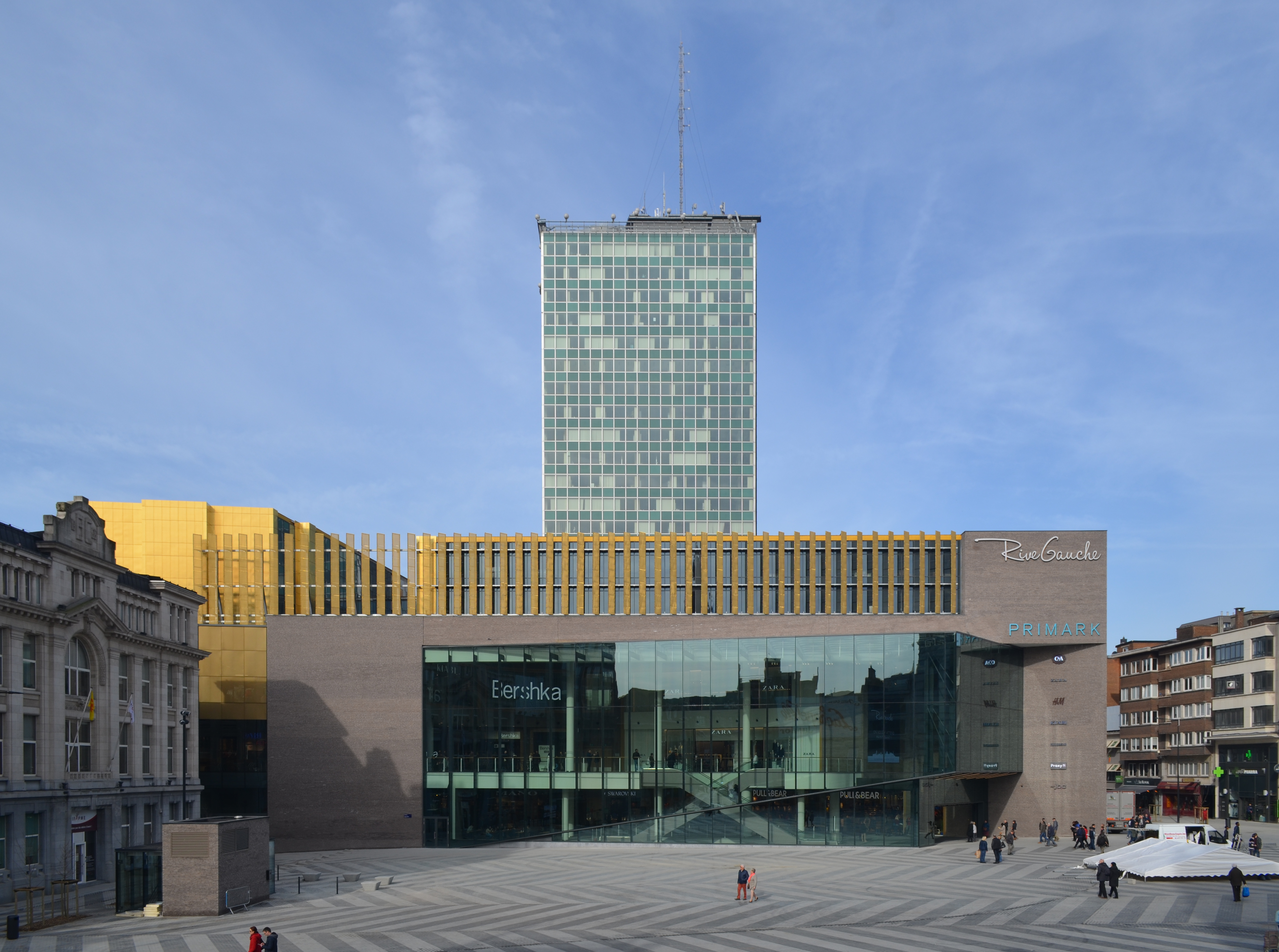
Rive gauche et le Centre Albert.
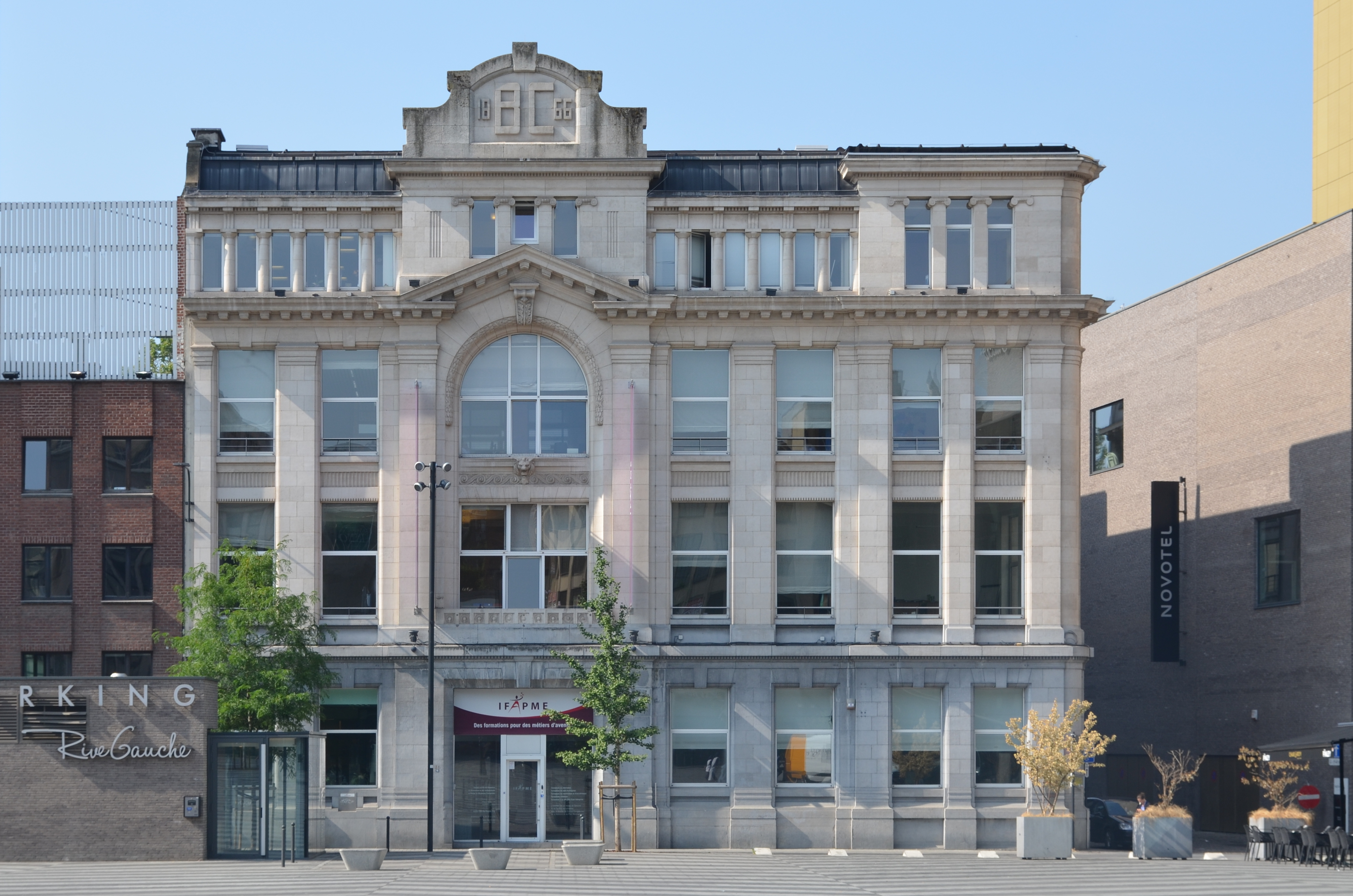
Siège de l'IFAPME dans les bâtiments de l'ancienne Banque de Charleroi construits par Émile Devreux vers 1930[17].
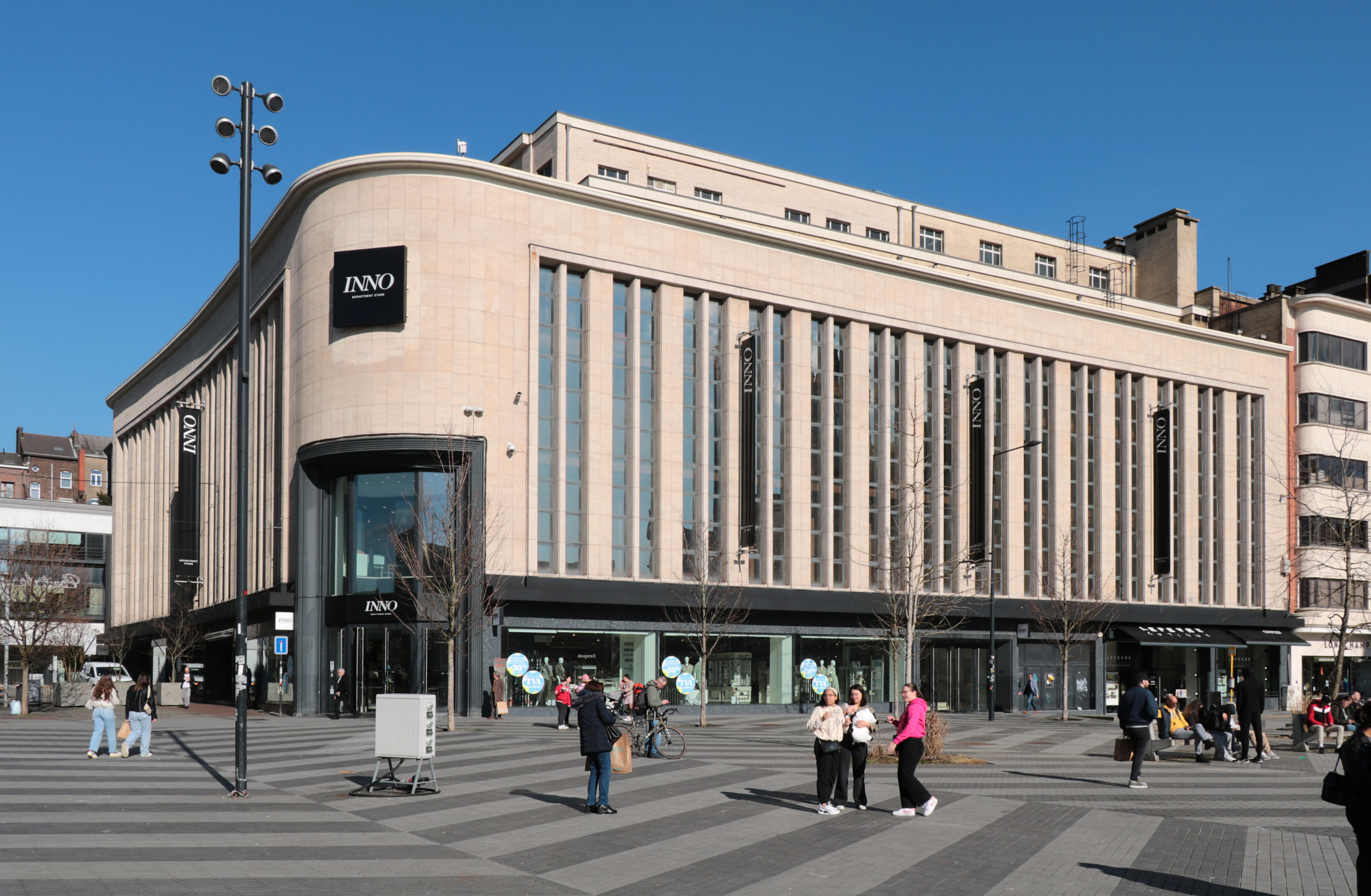
À l'Innovation, immeuble commercial construit par Jean-Marie Plumier en 1951.
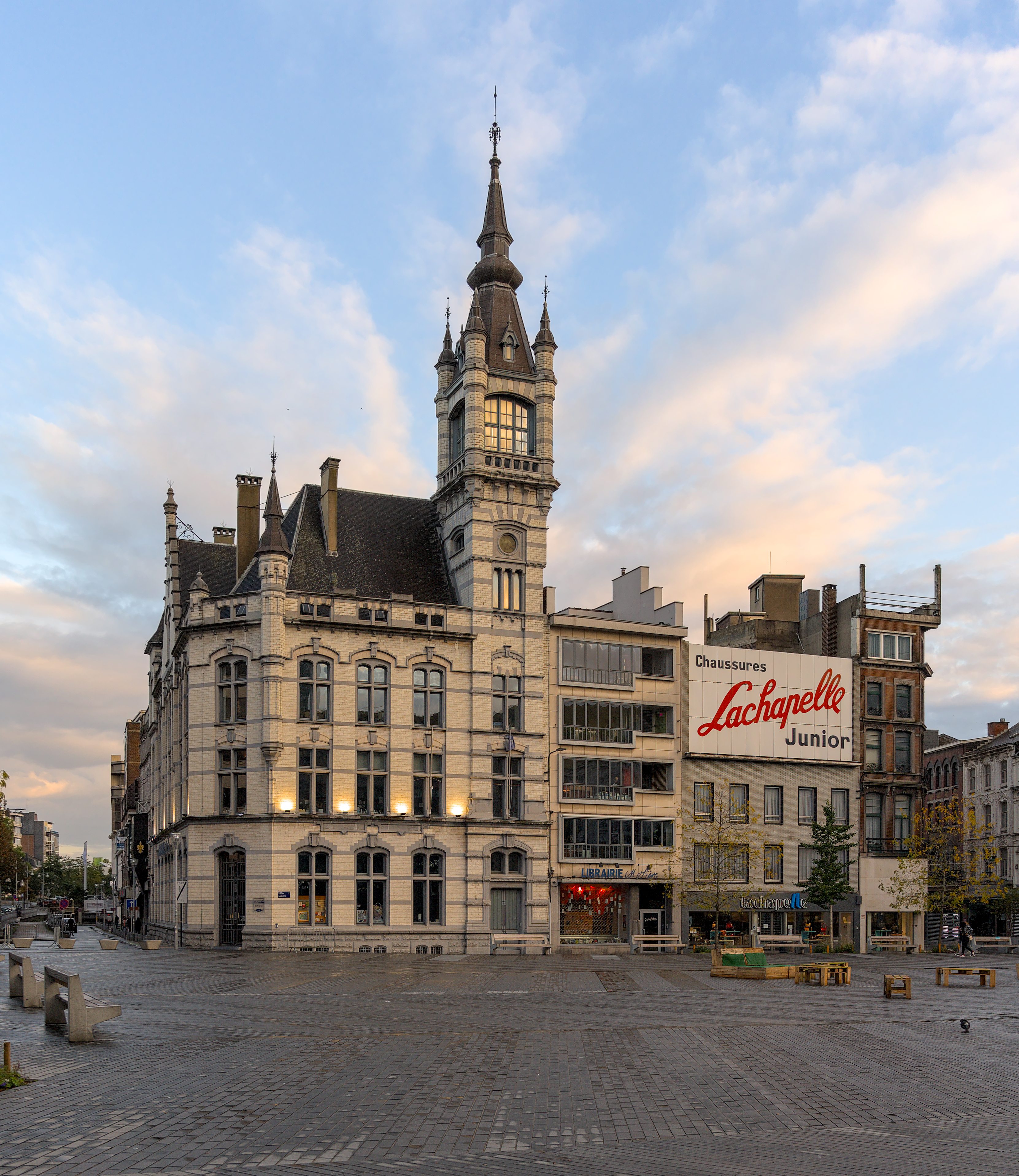
Ancien hôtel des Postes et à sa droite, immeuble construit par Marcel Leborgne en 1953.
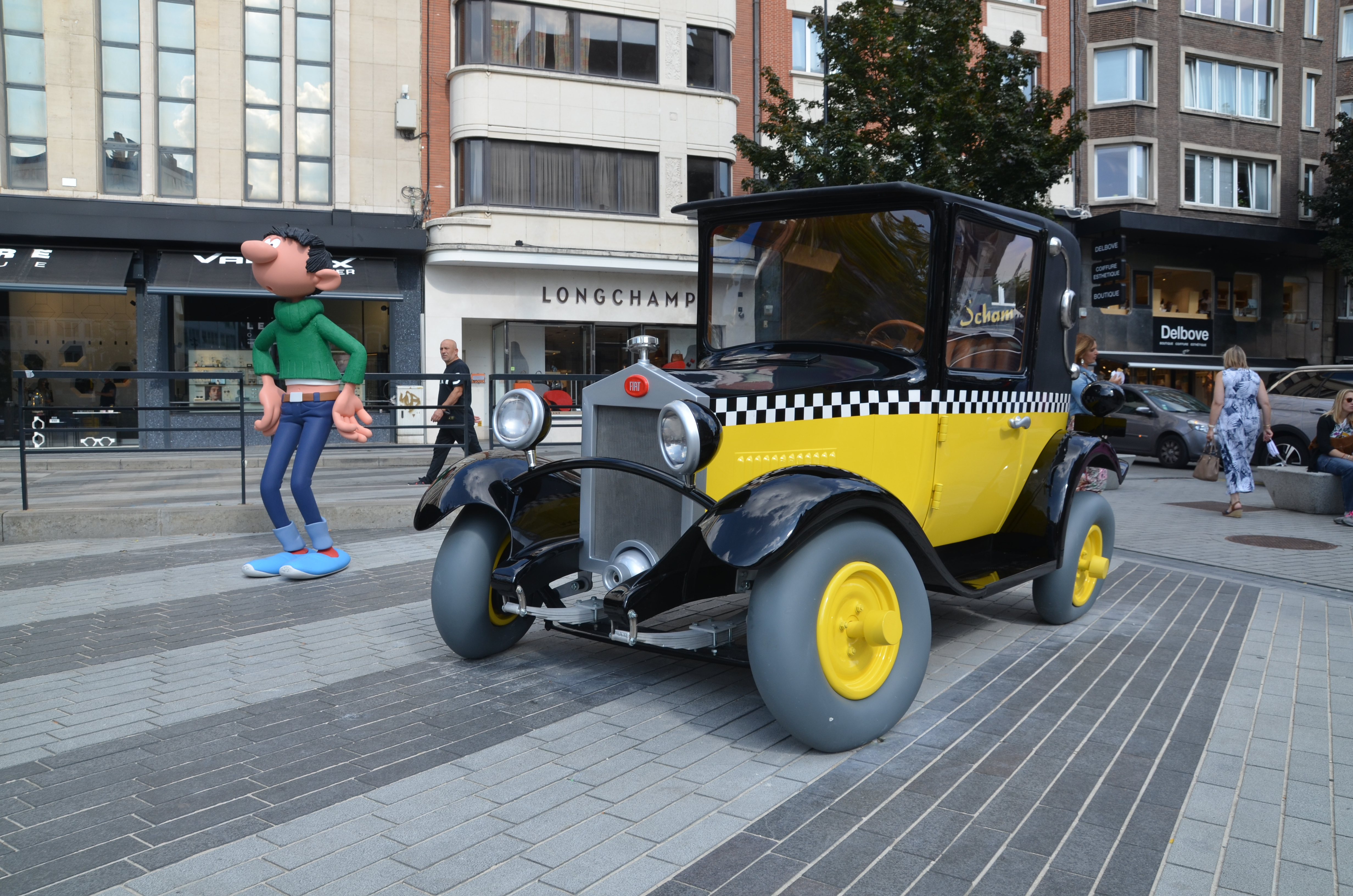
Gaston Lagaffe et sa Fiat 509 en infraction sur la Place Verte.

## Événements
En 1760, l'impératrice  Marie-Thérèse autorise l'organisation de luttes de jeu de paume sur la place. C'est l'ancêtre de la balle pelote ou jeu de balle dont la place connut de nombreuses compétitions qui attiraient une foule importante dans le dernier quart du XIXe siècle et la première moitié du XXe siècle.
Depuis de nombreuses années, la place est également le lieu d'un marché qui se tient les mardis, jeudis et samedis. Celui-ci est transféré à la place de la Digue en mai 2014 à la suite des travaux, mais il réintègre la place Vert en juillet 2017.
Depuis 2017, lors du marché de Noël, un des cinq temps fort du Big five, en plus des chalets déployés sur la place de la Digue, la place Verte accueille une patinoire.
Lieu de l'arrivée des « 10 miles de Charleroi ». Exposition de voitures anciennes organisée par « Carolo retro cars ».